# عمر علي سيف الدين الثالث
عمر علي سيف الدين (23 سبتمبر 1914 0 23 سبتمبر 1989) هو السلطان الثامن والعشرون لسلطنة بروناي، وهو ابن السلطان محمد جمال العلم والأخ الأصغر للسلطان السابق أحمد تاج الدين ووالد السلطان الحالي حسن بلقية. عائلته الملكية بلقية، كان قد توجَّ سلطانًا ف 31 مايو 1951، وأعلن استقالته من الحكم في 4 أكتوبر 1967 إثر مشاكل صحية ألمت به.

## وصلات خارجية
- عمر علي سيف الدين الثالث على موقع مونزينجر (الألمانية)

| عمر علي سيف الدين الثالثبيت بلقيهولد: 23 سبتمبر 1914 |                                                       |                  |
| منصب                                                 |                                                       |                  |
| سبقه أحمد تاج الدين                                  | سلطان بروناي 1950–1967                                | تبعه حسن البلقية |
| المناصب السياسية                                     |                                                       |                  |
| لقب جديد أنشئ المنصب                                 | وزارة الدفاع في بروناي 1 January 1984 – 7 سبتمبر 1986 | تبعه حسن البلقية |